# Speak No Evil
Speak No Evil es el sexto álbum del saxofonista estadounidense Wayne Shorter, grabado el 24 de diciembre de 1964 y publicado por Blue Note en 1966. El disco combina elementos del hard bop y del jazz modal. En la portada aparece la primera mujer de Wayne, Teruka (Irene) Nagakami, a la cual conoció en 1961.

## Temas
Todas las canciones están compuestas por Wayne Shorter
1. Witch hunt - 08:07
2. Fee-Fi-Fo-Fum - 05:50
3. Dance cadaverous – 06:42
4. Speak no evil - 08:21
5. Infant eyes - 06.51
6. Wilde flower - 06:00

## Personal
- Wayne Shorter — saxofón tenor
- Freddie Hubbard — trompeta
- Herbie Hancock — piano
- Ron Carter — contrabajo
- Elvin Jones — batería